# محوطه شوریک
محوطه شوریک مربوط به دوره اشکانیان - دوران‌های تاریخی پس از اسلام است و در شهرستان خوی، بخش صفائیه، روستای شوریک واقع شده و این اثر در تاریخ ۱۷ اسفند ۱۳۸۱ با شمارهٔ ثبت ۷۸۲۹ به‌عنوان یکی از آثار ملی ایران به ثبت رسیده است.